# Torneo Internacional de Polo de Barcelona
El Torneo Internacional de Polo de Barcelona-Barcelona Polo Classic es un acontecimiento deportivo de polo que tiene lugar cada año, desde 1969, en el Real Club de Polo de Barcelona. 
En el torneo participan seis equipos, formados por jugadores argentinos y europeos de primer nivel, que compiten a lo largo de dos fines de semana a ritmo de tres partidos diarios (viernes, sábado y domingo).
La cita tiene lugar habitualmente entre los meses de abril y mayo.